# Laura Vainionpää
Laura Vainionpää, née le 11 avril 1994 à Kauhajoki, est une cycliste professionnelle finlandaise.

## Biographie
Laura Vainionpää commence sa carrière sportive dans le championnat de Finlande féminin de hockey sur glace U20 (Naisten Liiga) pour l'équipe Kuortane en tant qu'attaquante pour les périodes 2010-2013. Elle a participé aux championnats du monde  des moins de 18 ans avec l'équipe de Finlande en 2012. Deux ans plus tard, elle participe et finit deuxième des championnats de Finlande de cyclisme sur route, et remporte les courses en blocs de Turku Sanomat et les courses de Porvoo dans son pays. À partir de 2018, elle déménage en Belgique où elle remporte plusieurs critériums en se frottant au meilleur cycliste belge comme 
Jolien D'Hoore. Laura finit deuxième du Grand Prix Sofie Goos à Anvers en 2016 et en 2017.

## Palmarès cyclisme sur route

### Palmarès par années
- 2012
  - 2e du championnat de Finlande sur route juniors
- 2014
  - Turun Sanomien kortteliajot
  - Porvoon ajot
  - 3e du championnat de Finlande sur route
  - 3e du championnat de Finlande du contre-la-montre
- 2015
  - Naisten Etappiajo
  - 2e du championnat de Finlande sur route
- 2016
  - 2e du Grand Prix Sofie Goos
  - 2e du championnat de Finlande sur route
- 2017
  - 2e du Grand Prix Sofie Goos
  - 3e du championnat de Finlande du contre-la-montre
- 2018
  - 2e du GP Euromat
  - 3e de Wilrijk
- 2019
  - Championnat Provincial Vlaams-Brabant sur route
  - Championnat Provincial Vlaams-Brabant du contre-la-montre
  - Wilsele-Putkapel
  - Grote Prijs Gemeente Kallo
- 2021
  - Erwetegem
  - 2e de Haasdonk
  - 3e de Ryde for Dylan
- 2022
  - 2e du championnat de Finlande sur route

## Palmarès hockey sur glace
- 2010-2011 
  - 3e du championnat de Finlande U20 avec l'équipe Kuortane
- 2011-2012 
  - 2e du championnat de Finlande U20 avec l'équipe Kuortane
  - 5e du championnat du monde U18 avec l'équipe de Finlande
- 2012-2013 
  -  Championne de Finlande U20 avec l'équipe Kuortane